# Bruce Bennett
Bruce Bennett (født Harold Herman Brix 19. maj 1906, død 24. februar 2007) var en amerikansk sportsmand og skuespiller, der ikke mindst var kendt som Tarzan-skuespiller under sit fødenavn Herman Brix.
Herman Brix var som ung mand en dygtig sportsmand inden for blandt andet amerikansk fodbold og kuglestød, og han stillede således op i kuglestød ved OL 1928 i Amsterdam. Her stødte han 15,75 m i første forsøg, hvilket var ny olympisk rekord, men selvom han kom over 15 meter i alle sine seks forsøg i finalen, forbedrede han ikke dette resultat, og samtidig satte hans landsmand Johnny Kuck ny verdensrekord med 15,87 m og vandt guld. Brix sikrede sig dog sølvet tre centimeter foran den tyske hidtidige verdensrekordholder Emil Hirschfeld, der vandt bronze.
I 1931 fik han en lille rolle i filmen Touchdown!, men brækkede skulderen under optagelserne. Han var egentlig udset til at skulle spille titelrollen i MGM'S Tarzan (1932), men måtte opgive på grund af sin skade, og rollen gik i stedet til Johnny Weismüller. Han spillede dog Tarzan i to filmserier på hver tolv afsnit senere i 1930'erne. Den brækkede skuldrer hindrede ham desuden i at stille op ved OL 1932 i Los Angeles.
Imidlertid følte han sig fastlåst i Tarzan-rollen, da han oftest fik roller, der mindede om denne. I forbindelse med en filmpause forårsaget af indkaldelse til militæret ved starten af 2. verdenskrig tog han derfor navnet Bruce Bennett, og det gav ham nye typer af roller. Blandt hans mest kendte film i de følgende år er Mildred Pierce (1945) (i samspil med bl.a. Joan Crawford) samt Sahara (1943) og Tre mand søger guld (1948) (begge med blandt andet Humphrey Bogart).
Fra 1950'erne og fremad spillede Bennett færre og mindre betydningsfulde roller, og han skabte sig i stedet en succesrig karriere i forretningsverdenen.